# Districte de Revúca
El districte de Revúca - (eslovac) Okres Revúca - és un dels 79 districtes d'Eslovàquia. Es troba a la regió de Banská Bystrica. Té una superfície de 730,26 km², i el 2013 tenia 40.237 habitants. La capital és Revúca.

## Demografia
| Godina             | 1994   | 2004   | 2014   | 2024   |
| ------------------ | ------ | ------ | ------ | ------ |
| Nombre de persones | 40.982 | 40.699 | 40.205 | 37.676 |
| Diferència         |        | −0,69% | −1,21% | −6,29% |

| Godina             | 2023   | 2024   |
| ------------------ | ------ | ------ |
| Nombre de persones | 37.816 | 37.676 |
| Diferència         |        | −0,37% |

## Llista de municipis

### Ciutats
- Revúca
- Jelšava
- Tornaľa

### Pobles
Držkovce | Gemer | Gemerská Ves | Gemerské Teplice | Gemerský Sad | Hrlica | Hucín | Chvalová | Chyžné | Kameňany | Levkuška | Leváre | Licince | Lubeník | Magnezitovce | Mokrá Lúka | Muránska Dlhá Lúka | Muránska Huta | Muránska Lehota | Muránska Zdychava | Muráň | Nandraž | Otročok | Ploské | Polina | Prihradzany | Ratkovské Bystré | Ratková | Rašice | Revúcka Lehota | Rybník | Rákoš | Sirk | Skerešovo | Sása | Šivetice | Turčok | Višňové | Žiar
1. 1 2  «Počet obyvateľov podľa pohlavia - obce (ročne) [om7102rr_obce=AREAS_SK]».   Statistical Office of the Slovak Republic, 31-03-2025. [Consulta: 31 març 2025].